# عائشة المساري
عائشة غزال مهدي مضعن المساري هي سياسية عراقية من مواليد عام 1971 حاصلة على شهادة البكالوريوس في التربية، وشهادة الدبلوم العالي قي الإدارة. شغلت منصب عضو في مجلس محافظة بغداد (2009-2014)، وعضو في مجلس النواب العراقي عن محافظة بغداد في دورته الثالثة ضمن إئتلاف متحدون للإصلاح (2014-2018)، والرابعة ضمن ائتلاف الوطنية (2018-2022).